# Microgomphodon
Microgomphodon — вимерлий рід тероцефалійних терапсид із середнього тріасу ПАР і Намібії. Наразі відомий лише один вид Microgomphodon, M. oligocynus. Завдяки скам'янілостям, присутнім у зоні збору Cynognathus (CAZ) формації Бургерсдорп у ПАР та формації Омінгонде в Намібії та віком від пізнього оленекського до анізійського, це один із найбільш географічно та часово поширених видів тероцефалів. Крім того, його наявність у верхній частині формації Омігонда Намібії робить Microgomphodon найпізнішим тероцефалом, який вижив. Microgomphodon є членом родини Bauriidae і близьким родичем Bauria, іншого південноафриканського баурида з CAZ. Як і інші бауріїди, він має кілька подібних до ссавців особливостей, таких як вторинне піднебіння та широкі, схожі на корінні зуби післяіклові зуби, усі з яких еволюціонували незалежно від ссавців.